# Zona de Paz y Cooperación del Atlántico Sur
Zona de Paz y Cooperación del Atlántico Sur  con su sigla en Español es (ZPCAS);
fue creada en 1986 bajo una iniciativa de Brasil en resolución de las Naciones Unidas, que promueve la cooperación regional y el mantenimiento de la Paz y Seguridad en la Región. Particularmente la atención y dedicada a las cuestiones de prevención geográfica de la proliferación de armas nucleares y reducción y eventualmente eliminado la presencia militar de los países miembros en otras regiones del mundo
La Declaración de desnuclearización del Atlántico Sur fue adoptada en una Cumbre de los Estados miembros de la zona teniendo lugar en Brasilia, Brasil en septiembre de 1994.

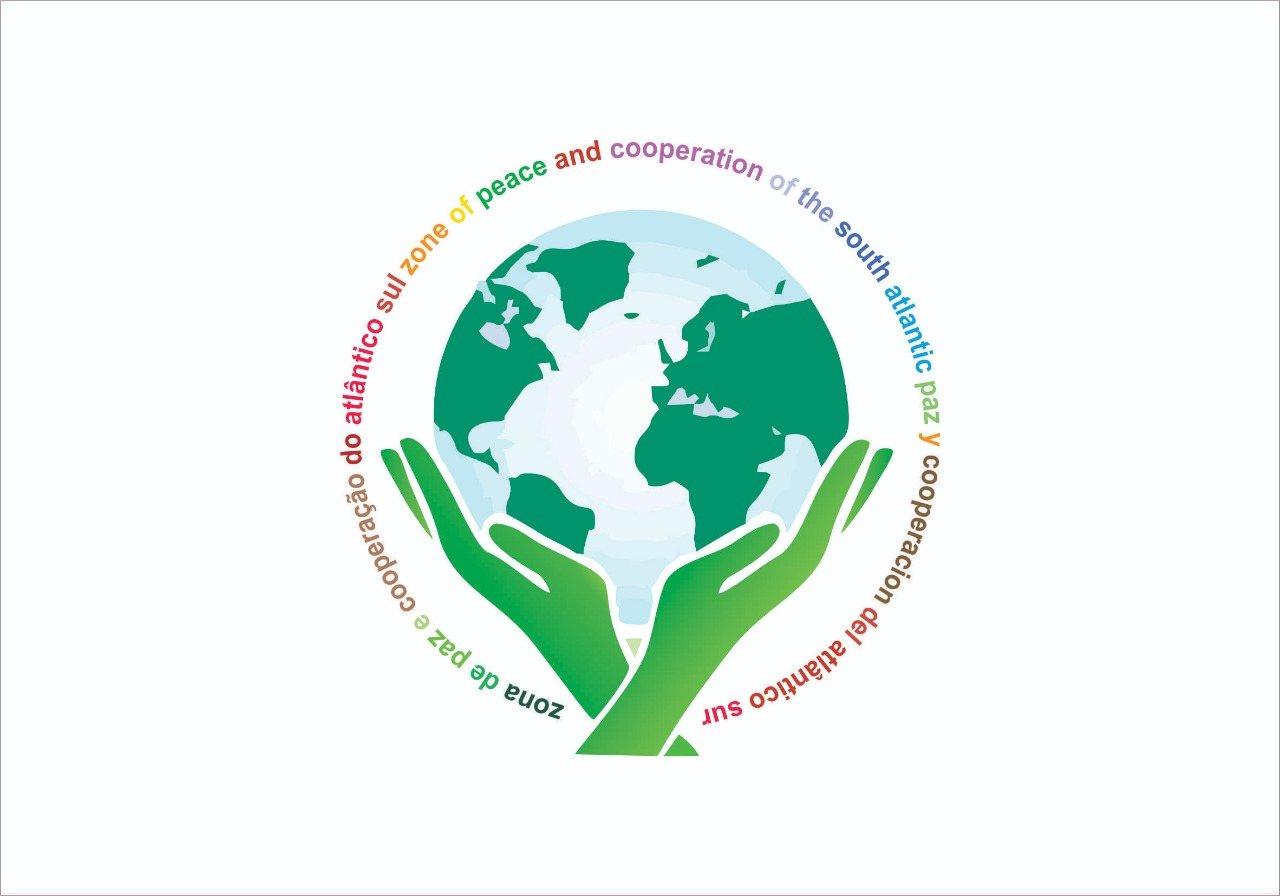
Logotipo de la Organización

Países Miembros

## Miembros
- Angola
- Argentina
- Benín
- Brasil
- Cabo Verde
- Camerún
- República del Congo
- República Democrática del Congo
- Costa de Marfil
- Gabón
- Gambia
- Ghana
- Guinea
- Guinea-Bisáu
- Guinea Ecuatorial
- Liberia
- Namibia
- Nigeria
- Santo Tomé y Príncipe
- Senegal
- Sierra Leona
- Sudáfrica
- Togo
- Uruguay

- Datos: Q47539
- Multimedia: South Atlantic Peace and Cooperation Zone / Q47539

File:Zpcas_flag.jpg